# Каргопольский район
 Каргопо́льский райо́н — административно-территориальная единица (район) и муниципальное образование (Каргопольский округ) в составе Архангельской области России.
Административный центр — город Каргополь.

## География
Каргопольский район приравнен к районам Крайнего Севера.
Расположен на юго-западе Архангельской области, площадь его территории — 10,13 тыс. км².
Граничит:
- на севере с Плесецким районом
- на востоке с Няндомским районом
- на юго-востоке с Коношским районом
- на юго-западе с Вологодской областью
- на западе с Республикой Карелия

К Ухотскому сельскому поселению относился анклав вокруг урочища Поржала, с озёрами Климовское и Погостское, находящийся на территории сельского поселения Кемское Вытегорского района Вологодской области.
Протяжённость с севера на юг — 155 км, с востока на запад — 111 км.
На территории района есть два крупных озера — Лаче и Лёкшмозеро, множество мелких озёр.
Главной рекой является — Онега, вытекающая из озера Лаче. Также выделяются реки Свидь, Петеньга, Ухта, Тихманьга, Поржала, Совза, Лёкшма, Ковжа, Кинема.
Климат района умеренно континентальный, лето короткое и прохладное, зима — длинная и холодная с устойчивым снежным покровом.

## История
На озере Лача находится могильник Песчаница 1 мезолитической культуры Веретье. У высокорослого песчаницкого человека (PES001), жившего ок. 10 тыс. л. н., определена архаическая Y-хромосомная гаплогруппа R1a5-YP1301 (под R1a1b~-YP1272) и митохондриальная гаплогруппа U4a1.
У подножия террасы реки Лёкшма находится мезолитическая стоянка культуры Веретьё Лёкшма 4.
Стоянки Нижнее Веретьё, Веретьё 1, Попово на реки Кинема относятся к археологической культуре Веретьё. Стоянка на озере Лача у устья реки Кинемы относится к каргопольской культуре. Стоянки Верхнее Веретьё и Устье Кинемы относятся к памятникам типа Модлона.
На стоянке Сухое на правом берегу реки Ковжи культурные слои датируются от эпохи мезолита — до раннего бронзового века.
На правом берегу озера Лаче находится стоянка Ольский Мыс неолитической каргопольской культуры и эпохи железного века.
В Надпорожье в излучине реки Онеги между деревнями Надпорожский Погост и Ильинское найдены две бронзовые подвески и серебряный дирхем, отчеканенный в первой четверти X века (303 год хиджры – 915/916 гг.). Ещё один серебряный дирхем был найден при раскопках многослойного поселения Веретьё на реке Кинеме. Он, судя по двум отверстиям у края, использовался в качестве подвески (399 г.х. – 997-1011 гг.).
Название реки Тихменьги упоминается в кириллической надписи на деревянном «цилиндре-замке́» (пломбе для мешка с данью, собиравшейся в Заволочье), найденном в ходе раскопок в Новгороде и датируемым последней четвертью X века — первой половиной XI века: «Мецъницъ мѣхъ въ Тихъм[ен]гѣ пол[чет]ъвѣръ[та]». Что означает: мешок мечника (сборщика государственных доходов) в Тихменге (река Тихманьга, Тихмонга), три с половиной (вероятно, гривны).
XII веком датируется новгородская берестяная грамота № 1244, упоминающаяся Волосов погост, который находился недалеко от Каргополя: «Се жеребье Волосова погоста».
Озеро Лача впервые упомянуто в «Молении Даниила Заточника» — памятнике древнерусской литературы XIII века.
Зимой 1614—1615 годов «шайки» казаков атамана Баловня подвергли опустошению Каргопольский уезд. В конце февраля или в начале марта 1615 года воеводе Г. Л. Валуеву удалось нанести поражение казакам в Тихменской волости.
В 1727 году Каргопольский дистрикт стал уездом в Белозерской провинции Новгородской губернии, а в 1773 году уезд вошёл в Олонецкую провинцию. 24 августа (4 сентября) 1776 года Каргопольский уезд вошёл в состав Олонецкой области Новгородского наместничества (с 1781 года — в Санкт-Петербургской губернии). В 1784 году Олонецкая область выделена из состава Петербургской губернии и преобразована в самостоятельное наместничество. В 1796 году Олонецкое наместничество было упразднено. В 1799 году Каргопольский уезд был передан в Новгородскую губернию. В 1801 году была создана Олонецкая губерния в границах наместничества на декабрь 1796 года, куда вошёл Каргопольский уезд.
30 апреля 1919 года Каргопольский уезд был передан из Олонецкой губернии в Вологодскую губернию.
Декретом ВЦИК от 18 сентября 1922 года Олонецкая губерния была упразднена и разделена, при этом Тихманьгская, Ухотская и Шильдская волости Вытегорского уезда, вошедшего в состав Петроградской губернии, были перечислены в Каргопольский уезд Вологодской губернии.
Каргопольский район образован 15 июля 1929 года в составе Няндомского округа Северного края РСФСР.
В состав района первоначально входили 26 сельсоветов: Боросвидский, Долгозерский, Калитинский, Лекшмоборовский, Лекшмозерский, Лихошальский, Ловзаньгский, Лодыгинский, Лядинский, Надпорожский, Нокольский, Ольховский, Орловский, Павловский, Паловский, Печниковский, Поздышевский, Полуборский, Ряговский, Тихманьгский, Труфановский, Усачёвский, Ухотский, Хотеновский, Шильдский и Ягремский.
В 1954 году Надпорожский и Ольховский с/с были объединены в Надпорожский, Долгозерский, Лекшмозерский, Орловский и Труфановский с/с — в Лекшмозерский, Лихошальский и Тихманьгский с/с — в Тихманьгский, Поздышевский и Полуборский с/с — в Поздышевский, Ловзаньгский и Печниковский с/с — в Печниковский, Паловский и Ухотский с/с — в Ухотский. Указом президиума Верховного Совета РСФСР от 12 декабря 1955 в состав Каргопольского района были переданы Кречетовский и Чепецкий с/с Чарозерского района Вологодской области. Решением облисполкома от 15 июля 1957 часть территории Боросвидского с/с Каргопольского района была передана в состав Ковжинского сельсовета Коношского района. В 1958 году Лядинский с/с был присоединён к Печниковскому сельсовету. Решением облисполкома от 19 января 1963 года был упразднён Чепецкий с/с с включением его территории в состав Кречетовского сельсовета.
В 1963 году был образован Каргопольский сельский район с центром в городе Каргополь, в состав которого вошли Боросвидский, Калитинский, Кречетовский, Лекшмоборовский, Лекшмозерский, Лодыгинский, Надпорожский, Нокольский, Павловский, Печниковский, Поздышевский, Ряговский, Тихманьгский, Усёчевский, Ухотский, Хотеновский, Шильдский, Ягремский с/с Каргопольского района и Архангельский, Кенозерский, Кенорецкий, Конёвский, Ошевенский, Почезерский, Троицкий сельсоветы Приозёрного района.
Указом Президиума Верховного Совета РСФСР от 12 января 1965 года и решением Архангельского облисполкома от 18 января 1965 года Плесецкий сельский район и Каргопольский сельский район были упразднены, при этом Кенозерский, Кенорецкий, Конёвский и Почезерский сельские Советы были переданы в состав вновь образованного Плесецкого района. В состав восстановленного Каргопольского района вошёл 21 сельсовет: Архангельский, Боросвидский, Калитинский, Кречетовский, Лекшмоборовский, Лекшмозерский, Лодыгинский, Надпорожский, Нокольский, Ошевенский, Павловский, Печниковский, Поздышевский, Ряговский, Тихманьгский, Троицкий, Усачёвский, Ухотский, Хотеновский, Шильдский и Ягремский. В 1965 году Боросвидский и Кречетовский с/с были объединены в Боросвидский с/с. В 1966 году Кречетовский и Шильдский с/с были объединены в Кречетовский с/с, а Лодыгинский и Ряговский с/с — в Лодыгинский с/с. В 1967 году Надпорожский и Павловский с/с были объединены в Павловский с/с, а Лекшмоборовский и Ягремский — в Лекшмоборовский с/с. В 1971 году Лекшмоборовский и Тихманьгский с/с были объединены в Тихманьгский с/с. В 1975 году Калитинский и Нокольский с/с были объединены в Калитинский с/с, а также упразднён Поздышевский с/с с включением его территории в состав Ошевенского и Печниковского сельсоветов. В 1977 году был упразднён Троицкий с/с с включением его территории в состав Приозёрного сельсовета, переименованного из Архангельского.
Каргопольский муниципальный район был образован в соответствии с Законом № 258-внеоч.-ОЗ «О статусе и границах территорий муниципальных образований в Архангельской области» от 23 сентября 2004 года, в его состав помимо населённых пунктов Каргопольского муниципального района вошёл нежилой посёлок Совза Коношского муниципального района.
Законом от 29 мая 2020 года № 268-17-ОЗ с 1 июня 2020 года поселения Каргопольского муниципального района были преобразованы в муниципальное образование Каргопольский муниципальный округ.
По итогам выборов, прошедших в единый день голосования 13 сентября 2020 года, было сформировано и приступило к работе Собрание депутатов Каргопольского муниципального округа.

## Население
| 1989    | 2001    | 2002    | 2007    | 2009    | 2010    | 2011    | 2012    | 2013    |
| ------- | ------- | ------- | ------- | ------- | ------- | ------- | ------- | ------- |
| 24 589  | ↘22 900 | ↘21 514 | ↘20 500 | ↘20 323 | ↘18 466 | ↘18 339 | ↘18 202 | ↘18 011 |
| 2014    | 2015    | 2016    | 2017    | 2018    | 2019    | 2020    | 2021    | 2023    |
| ↘17 840 | ↘17 610 | ↘17 417 | ↘17 143 | ↘17 023 | ↘16 853 | ↘16 637 | ↘15 119 | ↘14 796 |

### Урбанизация
В городских условиях (город Каргополь) проживают  59,05 % населения района.

### Национальный состав
По итогам переписи населения 2020 года проживали следующие национальности (национальности менее 0,1 % и другое, см. в сноске к строке «Другие»):
| Национальность | Численность, чел. | Доля     |
| -------------- | ----------------- | -------- |
| Русские        | 14 558            | 96,29 %  |
| Украинцы       | 64                | 0,42 %   |
| Белорусы       | 18                | 0,12 %   |
| Другие         | 479               | 3,17 %   |
| Итого          | 15 119            | 100,00 % |

Генетика
Исследования гаплогрупп митохондриальной ДНК показали, что популяции русских Ошевенского (Каргопольский район) и Белой Слуды (Красноборский район) расположены внутри кластера уральских популяций. В северных популяциях русских Ошевенского, Белой Слуды и Парфино (Новгородская область) обнаружены статистически достоверные различия распределений частот аллельных вариантов от таковых в ряде других восточнославянских популяций, где наблюдается большая степень гомогенности. Учёные, изучавшие частоты гаплотипов современных популяций Восточно-Европейской равнины, пришли к выводу, что у населения в северо-западных (белорусов Мядели Минской области), северных (русские Мезенского района (Мезень, Каменка, Дорогорское и др.) и Ошевенского и восточных (русские из Пучежа Ивановской области) частей Восточно-Европейской равнины имеются относительно высокие частоты гаплотипа B2-D2-A2, которые могут отражать примесь от популяций уральской языковой семьи, населявших эти регионы в раннем средневековье. Изучение полиморфных тандемных повторов D1S80 показало, что образцы из выборки на Пинеге и из Ошевенского (Каргопольский район) образуют кластер вместе с уральскоговорящими марийцами, коми и удмуртами. По митохондриальной ДНК наиболее близким к населению популяции «Пинега» оказалась русская популяция «Каргополь». В популяции Ошевенского частота митохондриальной гаплогруппы H, характерной для большинства европейских народов, составляет 48,7 %, гаплогруппы U — 26,3 % (в том числе специфичной для популяции саамов субгаплогруппы U5b1 — 6,6 %), Т — 9,2 %, К — 7,9 %, J — около 5 %. Также выявлены гаплогруппы I, W и X, которые широко распространены в европейских популяциях. Вклад митохондриальной гаплогруппы М, широко распространенной в монголоидных популяциях, в популяции Ошевенского минимален — 1,3 %. Русские из международной коллекции HGDP (Human Genome Diversity Panel) из Каргопольского района расположены географически ближе мезенских русских к выборкам населения из центральных регионов европейской части России, что отражается в их промежуточном положении на графике принципиальных компонент (PCA) и более низких попарных значениях FST (0,004 против мезенской популяции и 0,002 против русских из Курской, Муромской и Тверской областей). У русских из HGDP в модели с использованием программного обеспечения ADMIXTURE выявлено промежуточное положение между мезенскими и другими русскими, с более низкой долей коми и финских компонентов и более высокой долей синего компонента, наиболее распространенного у итальянцев, по сравнению с мезенскими русскими. Сравнительный анализ частот аллелей более
по всем локусам выявил статистически значимые различия между популяциями Курской (Прямицыно и Поныри) и Архангельской (Ошевенское и Холмогоры) областей (P = 0,001). Основной вклад в наблюдаемую дифференцировку внесли локусы DYS392 (P = 0,005) и DYS393 (P = 0,003). В архангельской популяции значения индексов аллельного разнообразия, рассчитанные для этих локусов, были более чем в 1,5 раза выше, и они были близки к максимальным значениям, наблюдаемым в некоторых европейских популяциях. Медианная сеть архангельской популяции состоит из двух групп гаплотипов с практически равной частотой, разделённых шестью событиями одношаговых мутаций. Районы Архангельской области географически более удалены от основных миграционных потоков России, и, следовательно, население этих районов должно было сохранить больше финно-угорских субстратных черт. Наличие в архангельской выборке основных гаплотипов, которые очень часто встречаются в основном в финно-угорских популяциях (саамы и эстонцы), свидетельствует в пользу этого утверждения.

## Административное деление
В Каргопольский район как административно-территориальную единицу области входят 1 город районного значения (в границах которого было образовано одноимённое городское поселение), а также 12 сельсоветов (в границах которых как правило были образованы одноимённые сельские поселения): Ошевенский сельсовет (с одноимённым сельским поселением); Павловский, Калитинский и Лодыгинский сельсоветы (в границах которых образовано Павловское сельское поселение); Печниковский и Лёкшмозерский сельсоветы (в границах которых образовано Печниковское сельское поселение); Приозёрный и Усачёвский сельсоветы (в границах которых образовано Приозёрное сельское поселение); Ухотский, Кречетовский, Тихмангский и Хотеновский сельсоветы (в границах которых образовано Ухотское сельское поселение).
В Каргопольский муниципальный район входили 6 муниципальных образований, в том числе 1 городское поселение и 5 сельских поселений.
1 июня 2020 года Каргопольский муниципальный район был преобразован в Каргопольский муниципальный округ, городское и все сельские поселения упразднены, а населённые пункты переподченины напрямую муниципальному округу.
| №        | Муниципальное образование | Административный центр | Количество населённых пунктов | Население (чел.) | Площадь (км²) |
| -------- | ------------------------- | ---------------------- | ----------------------------- | ---------------- | ------------- |
| 1e-06    | Городское поселение       |                        |                               |                  |               |
| 1        | Каргопольское             | город Каргополь        | 2                             | ↘9957            | 38,73         |
| 1.000002 | Сельские поселения        |                        |                               |                  |               |
| 2        | Ошевенское                | деревня Ширяиха        | 13                            | ↗470             | 703,80        |
| 3        | Павловское                | посёлок Пригородный    | 49                            | ↘1827            | 3616,20       |
| 4        | Печниковское              | деревня Ватамановская  | 24                            | ↘869             | 1916,00       |
| 5        | Приозёрное                | деревня Шелоховская    | 52                            | ↘1556            | 699,50        |
| 6        | Ухотское                  | деревня Песок          | 104                           | ↘1958            | 3153,00       |

## Населённые пункты
В Каргопольском районе 244 населённых пункта.
| №   | Населённый пункт      | Тип     | Население | Муниципальное образование |
| --- | --------------------- | ------- | --------- | ------------------------- |
| 1   | Абакумово             | деревня | ↘95       | Павловское                |
| 2   | Агафоновская          | деревня | ↘4        | Ошевенское                |
| 3   | Акуловская            | деревня | →0        | Приозёрное                |
| 4   | Алексинская           | деревня | ↘0        | Ухотское                  |
| 5   | Ананьинская           | деревня | →0        | Приозёрное                |
| 6   | Андреевская           | деревня | →0        | Приозёрное                |
| 7   | Андроновская          | деревня | ↘26       | Павловское                |
| 8   | Антоновская           | деревня | ↗1        | Печниковское              |
| 9   | Ануковская            | деревня | →0        | Приозёрное                |
| 10  | Анфаловская           | деревня | ↗35       | Печниковское              |
| 11  | Анфимова              | деревня | →2        | Ухотское                  |
| 12  | Астафьево             | деревня | →0        | Ухотское                  |
| 13  | Афаносовская          | деревня | →2        | Приозёрное                |
| 14  | Барановская           | деревня | →0        | Приозёрное                |
| 15  | Барановская           | деревня | ↘7        | Ухотское                  |
| 16  | Белая                 | деревня | ↗23       | Павловское                |
| 17  | Большая Кондратовская | деревня | ↗18       | Павловское                |
| 18  | Большая Середка       | деревня | →0        | Павловское                |
| 19  | Большой Халуй         | деревня | ↘13       | Ошевенское                |
| 20  | Бор                   | деревня | →0        | Ошевенское                |
| 21  | Бронево               | деревня | ↗133      | Приозёрное                |
| 22  | Брониковская          | деревня | ↗15       | Приозёрное                |
| 23  | Брычнь                | деревня | →0        | Приозёрное                |
| 24  | Быково                | деревня | →0        | Павловское                |
| 25  | Быковская             | деревня | ↘3        | Приозёрное                |
| 26  | Василево              | деревня | →0        | Ухотское                  |
| 27  | Васильево             | деревня | →0        | Ухотское                  |
| 28  | Васильевская          | деревня | ↗8        | Приозёрное                |
| 29  | Васьковская           | деревня | ↗8        | Павловское                |
| 30  | Ватамановская         | деревня | ↗466      | Печниковское              |
| 31  | Волосовская           | деревня | ↗1        | Ухотское                  |
| 32  | Волошка               | деревня | →0        | Павловское                |
| 33  | Воробьёвская          | деревня | ↘37       | Ошевенское                |
| 34  | Воротниковская        | деревня | →4        | Печниковское              |
| 35  | Гавриловская          | деревня | ↘66       | Печниковское              |
| 36  | Гарь                  | деревня | ↗15       | Ошевенское                |
| 37  | Горка                 | деревня | →0        | Ухотское                  |
| 38  | Горка                 | деревня | ↗1        | Ухотское                  |
| 39  | Григорьево            | деревня | ↗113      | Ухотское                  |
| 40  | Грихневская           | деревня | ↘1        | Ухотское                  |
| 41  | Гужово                | деревня | →0        | Печниковское              |
| 42  | Давыдово              | деревня | ↘0        | Ухотское                  |
| 43  | Давыдово              | деревня | ↗5        | Ухотское                  |
| 44  | Давыдовская           | деревня | ↘0        | Ухотское                  |
| 45  | Данилово              | деревня | →33       | Ухотское                  |
| 46  | Демидовская           | деревня | →7        | Павловское                |
| 47  | Дергуново             | деревня | ↘8        | Ухотское                  |
| 48  | Дуброво               | деревня | ↘86       | Ухотское                  |
| 49  | Дудкинская            | деревня | ↗22       | Печниковское              |
| 50  | Думино                | деревня | →0        | Печниковское              |
| 51  | Евдокимовская         | деревня | →6        | Приозёрное                |
| 52  | Елизарово             | деревня | ↗40       | Ухотское                  |
| 53  | Еремеевская           | деревня | ↘2        | Павловское                |
| 54  | Еремино               | деревня | →15       | Ухотское                  |
| 55  | Ерзауловская          | деревня | ↘0        | Приозёрное                |
| 56  | Ершиха                | деревня | →0        | Павловское                |
| 57  | Ескинская             | деревня | ↗1        | Приозёрное                |
| 58  | Ефремово              | деревня | ↗51       | Ухотское                  |
| 59  | Железниковская        | деревня | →0        | Ухотское                  |
| 60  | Жеребчевская          | деревня | →0        | Ухотское                  |
| 61  | Жуковская             | деревня | ↘65       | Павловское                |
| 62  | Загорье               | деревня | ↘1        | Ухотское                  |
| 63  | Зажигино              | деревня | ↘6        | Каргопольское             |
| 64  | Залесье               | деревня | →0        | Павловское                |
| 65  | Заляжье               | деревня | ↘3        | Павловское                |
| 66  | Запарино              | деревня | ↘5        | Ухотское                  |
| 67  | Заполье               | деревня | →1        | Ухотское                  |
| 68  | Заполье               | деревня | ↘19       | Ухотское                  |
| 69  | Зелёный Бор           | посёлок | ↗153      | Павловское                |
| 70  | Зобово                | деревня | →0        | Ухотское                  |
| 71  | Зыково                | деревня | →0        | Ухотское                  |
| 72  | Ивкино                | деревня | →0        | Приозёрное                |
| 73  | Ившинская             | деревня | ↘1        | Печниковское              |
| 74  | Игнашевская           | деревня | →0        | Павловское                |
| 75  | Илекинская            | деревня | ↗9        | Печниковское              |
| 76  | Ильино                | деревня | ↘306      | Ухотское                  |
| 77  | Исаково               | деревня | →1        | Ухотское                  |
| 78  | Ишуково               | деревня | ↗109      | Ухотское                  |
| 79  | Казаково              | деревня | ↗394      | Павловское                |
| 80  | Казариновская         | деревня | ↗6        | Печниковское              |
| 81  | Кайсаровская          | деревня | →8        | Печниковское              |
| 82  | Калитинка             | деревня | ↗81       | Павловское                |
| 83  | Капово                | деревня | →0        | Ухотское                  |
| 84  | Каргополь             | город   | ↘8737     | Каргопольское             |
| 85  | Кекинская             | деревня | ↗18       | Ухотское                  |
| 86  | Киняково              | деревня | →0        | Ухотское                  |
| 87  | Кипрово               | деревня | ↘192      | Павловское                |
| 88  | Кириллово             | деревня | →1        | Павловское                |
| 89  | Киселевская           | деревня | ↘11       | Печниковское              |
| 90  | Климовская            | деревня | ↗8        | Приозёрное                |
| 91  | Ковежское             | деревня | →38       | Ухотское                  |
| 92  | Кожевникова           | деревня | →0        | Приозёрное                |
| 93  | Кольцово              | деревня | ↘7        | Ухотское                  |
| 94  | Кононово              | деревня | ↗9        | Ухотское                  |
| 95  | Кононовская           | деревня | ↗1        | Ухотское                  |
| 96  | Красково              | деревня | →1        | Ухотское                  |
| 97  | Красниковская         | деревня | ↗78       | Печниковское              |
| 98  | Кречетово             | деревня | ↘346      | Ухотское                  |
| 99  | Кривошеиха            | деревня | →0        | Павловское                |
| 100 | Кроминская            | деревня | ↘4        | Ошевенское                |
| 101 | Кропачева             | деревня | →2        | Ухотское                  |
| 102 | Кувшинова             | деревня | ↘0        | Приозёрное                |
| 103 | Кузино                | деревня | ↘9        | Павловское                |
| 104 | Кузнецово             | деревня | →0        | Ухотское                  |
| 105 | Кузьмина              | деревня | →0        | Павловское                |
| 106 | Кучепалда             | деревня | →0        | Печниковское              |
| 107 | Лавровская            | деревня | ↘3        | Павловское                |
| 108 | Лавровская            | деревня | →1        | Ухотское                  |
| 109 | Лазаревская           | деревня | ↘92       | Павловское                |
| 110 | Лапинская             | деревня | ↗10       | Павловское                |
| 111 | Лаптево               | деревня | ↗17       | Ухотское                  |
| 112 | Ларионово             | деревня | ↘18       | Ухотское                  |
| 113 | Лашутино              | деревня | →0        | Павловское                |
| 114 | Леонтьево             | деревня | ↗20       | Ухотское                  |
| 115 | Лисицинская           | деревня | ↘2        | Печниковское              |
| 116 | Лобановская           | деревня | ↗21       | Приозёрное                |
| 117 | Лодыгино              | деревня | ↘12       | Павловское                |
| 118 | Ломакино              | деревня | →0        | Приозёрное                |
| 119 | Лохово                | деревня | →0        | Ухотское                  |
| 120 | Лукино                | деревня | ↗210      | Павловское                |
| 121 | Лукино                | деревня | →1        | Ухотское                  |
| 122 | Макаровская           | деревня | →2        | Ухотское                  |
| 123 | Малая Кондратовская   | деревня | ↘4        | Павловское                |
| 124 | Мальшинское           | деревня | ↘2        | Ухотское                  |
| 125 | Манойловская          | деревня | →0        | Ухотское                  |
| 126 | Марковская            | деревня | ↘69       | Приозёрное                |
| 127 | Мартаково             | деревня | ↗2        | Павловское                |
| 128 | Матвеева              | деревня | →0        | Ухотское                  |
| 129 | Машкинская Горка      | деревня | ↗2        | Приозёрное                |
| 130 | Машкинское Подгорье   | деревня | →1        | Приозёрное                |
| 131 | Медведево             | деревня | ↗29       | Ухотское                  |
| 132 | Меньшаковская         | деревня | ↘10       | Павловское                |
| 133 | Митрофаново           | деревня | ↗14       | Ухотское                  |
| 134 | Михайловская          | деревня | →0        | Ухотское                  |
| 135 | Михалево              | деревня | →0        | Ухотское                  |
| 136 | Михалевская           | деревня | ↘5        | Ухотское                  |
| 137 | Мишковская            | деревня | →0        | Приозёрное                |
| 138 | Моисеево              | деревня | →18       | Ухотское                  |
| 139 | Мокеевская            | деревня | ↘15       | Ухотское                  |
| 140 | Морщихинская          | деревня | ↗13       | Павловское                |
| 141 | Морщихинская          | деревня | ↗235      | Печниковское              |
| 142 | Мостовая              | деревня | ↗6        | Ухотское                  |
| 143 | Мурховская            | деревня | ↗5        | Ухотское                  |
| 144 | Мыза                  | деревня | ↗3        | Павловское                |
| 145 | Мячевская             | деревня | ↘18       | Ухотское                  |
| 146 | Низ                   | деревня | ↘118      | Ошевенское                |
| 147 | Низ                   | деревня | ↗52       | Ухотское                  |
| 148 | Никифорово            | деревня | ↘44       | Ухотское                  |
| 149 | Никифоровская         | деревня | ↘0        | Приозёрное                |
| 150 | Никулинская           | деревня | ↘21       | Приозёрное                |
| 151 | Никулинская           | деревня | ↘0        | Ухотское                  |
| 152 | Нифантовская          | деревня | ↘5        | Ошевенское                |
| 153 | Новое Село            | деревня | →0        | Ухотское                  |
| 154 | Ожегово               | деревня | →0        | Печниковское              |
| 155 | Озерко                | деревня | ↗72       | Приозёрное                |
| 156 | Олеховская            | деревня | ↗73       | Печниковское              |
| 157 | Олешевская            | деревня | →0        | Приозёрное                |
| 158 | Опихановская          | деревня | ↗10       | Приозёрное                |
| 159 | Ореховская            | деревня | ↗3        | Приозёрное                |
| 160 | Орлово                | деревня | →0        | Ухотское                  |
| 161 | Осташевская           | деревня | →0        | Приозёрное                |
| 162 | Осташевская           | деревня | ↗138      | Ухотское                  |
| 163 | Осютино               | деревня | →0        | Ухотское                  |
| 164 | Патровская            | деревня | ↗319      | Ухотское                  |
| 165 | Песок                 | деревня | ↘89       | Ухотское                  |
| 166 | Петровская            | деревня | ↗142      | Павловское                |
| 167 | Петуховская           | деревня | ↗15       | Приозёрное                |
| 168 | Площадная             | деревня | ↗4        | Ухотское                  |
| 169 | Погорелка             | деревня | ↗9        | Ухотское                  |
| 170 | Погост                | деревня | ↘54       | Ошевенское                |
| 171 | Погост                | деревня | ↘3        | Павловское                |
| 172 | Погост                | деревня | ↘19       | Ухотское                  |
| 173 | Погост Наволочный     | деревня | ↘41       | Ошевенское                |
| 174 | Поздышевская          | деревня | →4        | Ошевенское                |
| 175 | Полупоповка           | деревня | →0        | Павловское                |
| 176 | Полутинская           | деревня | ↘0        | Приозёрное                |
| 177 | Пономарево            | деревня | →0        | Павловское                |
| 178 | Поршневская           | деревня | →3        | Павловское                |
| 179 | Потаниха              | деревня | →0        | Павловское                |
| 180 | Преслениха            | деревня | ↘0        | Приозёрное                |
| 181 | Пригородный           | посёлок | ↘502      | Павловское                |
| 182 | Прилучная             | деревня | →0        | Ухотское                  |
| 183 | Прокопьево            | деревня | →6        | Ухотское                  |
| 184 | Прокошинская          | деревня | ↗3        | Печниковское              |
| 185 | Пузыревская           | деревня | →0        | Приозёрное                |
| 186 | Романово              | деревня | ↗7        | Приозёрное                |
| 187 | Ручьевская            | деревня | ↘9        | Ухотское                  |
| 188 | Рябово                | деревня | →0        | Павловское                |
| 189 | Савино                | деревня | ↗3        | Павловское                |
| 190 | Савинская             | деревня | ↘2        | Ухотское                  |
| 191 | Савинская             | деревня | →0        | Приозёрное                |
| 192 | Савинская             | деревня | ↘2        | Приозёрное                |
| 193 | Сазоново              | деревня | ↘1        | Ухотское                  |
| 194 | Самсоново             | деревня | →2        | Ухотское                  |
| 195 | Сварозеро             | деревня | ↘22       | Ухотское                  |
| 196 | Селище                | деревня | ↗1        | Ухотское                  |
| 197 | Село                  | деревня | ↗3        | Ухотское                  |
| 198 | Семёновская           | деревня | ↗343      | Приозёрное                |
| 199 | Сергеево              | деревня | →2        | Ухотское                  |
| 200 | Сивчевская            | деревня | →15       | Ухотское                  |
| 201 | Сигаевская            | деревня | →0        | Приозёрное                |
| 202 | Сидоровская           | деревня | ↘9        | Павловское                |
| 203 | Скорюково             | деревня | ↘26       | Ухотское                  |
| 204 | Совза                 | посёлок | →0        | Ухотское                  |
| 205 | Солза                 | посёлок | ↗69       | Ухотское                  |
| 206 | Сорокинская           | деревня | ↗172      | Приозёрное                |
| 207 | Спирово               | деревня | →0        | Ухотское                  |
| 208 | Спицинская            | деревня | ↘17       | Приозёрное                |
| 209 | Стегневская           | деревня | ↗21       | Павловское                |
| 210 | Столетовская          | деревня | ↗36       | Печниковское              |
| 211 | Стрелковская          | деревня | →0        | Печниковское              |
| 212 | Стукаловская          | деревня | ↗14       | Ухотское                  |
| 213 | Тарасовская           | деревня | →0        | Павловское                |
| 214 | Терехово              | деревня | →0        | Ухотское                  |
| 215 | Тереховская           | деревня | →1        | Приозёрное                |
| 216 | Тимошинская           | деревня | ↘7        | Павловское                |
| 217 | Тоболкино             | деревня | ↘30       | Ухотское                  |
| 218 | Тороповская           | деревня | ↗33       | Приозёрное                |
| 219 | Трофимовская          | деревня | ↗272      | Приозёрное                |
| 220 | Турово                | деревня | ↗12       | Павловское                |
| 221 | Усачёвская            | деревня | ↗469      | Приозёрное                |
| 222 | Фатьяново             | деревня | →1        | Ухотское                  |
| 223 | Фефеловская           | деревня | →0        | Приозёрное                |
| 224 | Филипповская          | деревня | ↘3        | Ухотское                  |
| 225 | Философская           | деревня | ↘168      | Ухотское                  |
| 226 | Фоминская             | деревня | ↗7        | Печниковское              |
| 227 | Харлушино             | деревня | →1        | Ухотское                  |
| 228 | Хвалинская            | деревня | ↗15       | Печниковское              |
| 229 | Чагловская            | деревня | ↗48       | Ухотское                  |
| 230 | Чагово                | деревня | ↗28       | Ухотское                  |
| 231 | Черепашевская         | деревня | →0        | Ошевенское                |
| 232 | Черницыно             | деревня | →0        | Ухотское                  |
| 233 | Чертовицы Нижние      | деревня | →0        | Павловское                |
| 234 | Чирьево               | деревня | →5        | Ухотское                  |
| 235 | Шелоховская           | деревня | ↗560      | Приозёрное                |
| 236 | Ширяиха               | деревня | ↗297      | Ошевенское                |
| 237 | Шишкино               | деревня | →0        | Ухотское                  |
| 238 | Шуйгино               | деревня | ↗3        | Ухотское                  |
| 239 | Шулепово              | деревня | →0        | Приозёрное                |
| 240 | Шульгинская           | деревня | ↘3        | Ухотское                  |
| 241 | Шушерино              | деревня | ↗12       | Приозёрное                |
| 242 | Щепиново              | деревня | →2        | Приозёрное                |
| 243 | Юлинское              | деревня | →0        | Приозёрное                |
| 244 | Юркино                | деревня | ↗21       | Ухотское                  |

Нежилой посёлок Совза ранее относился к Коношскому району (продолжая там числиться в ОКАТО, но не в АГКГН).

## Транспорт
Автобусное сообщение Каргополя с населёнными пунктами района, а также с Няндомой и Плесецком. Железных дорог в Каргопольском районе нет, ближайшая железнодорожная станция - Няндома, 80 км от Каргополя (прямое сообщение с Архангельском, Москвой, Вологдой, Санкт-Петербургом и другими городами).
Самым популярным видом транспорта является такси, а также популярны личные машины и ездовые собаки.

## Достопримечательности
- Памятники города Каргополь.

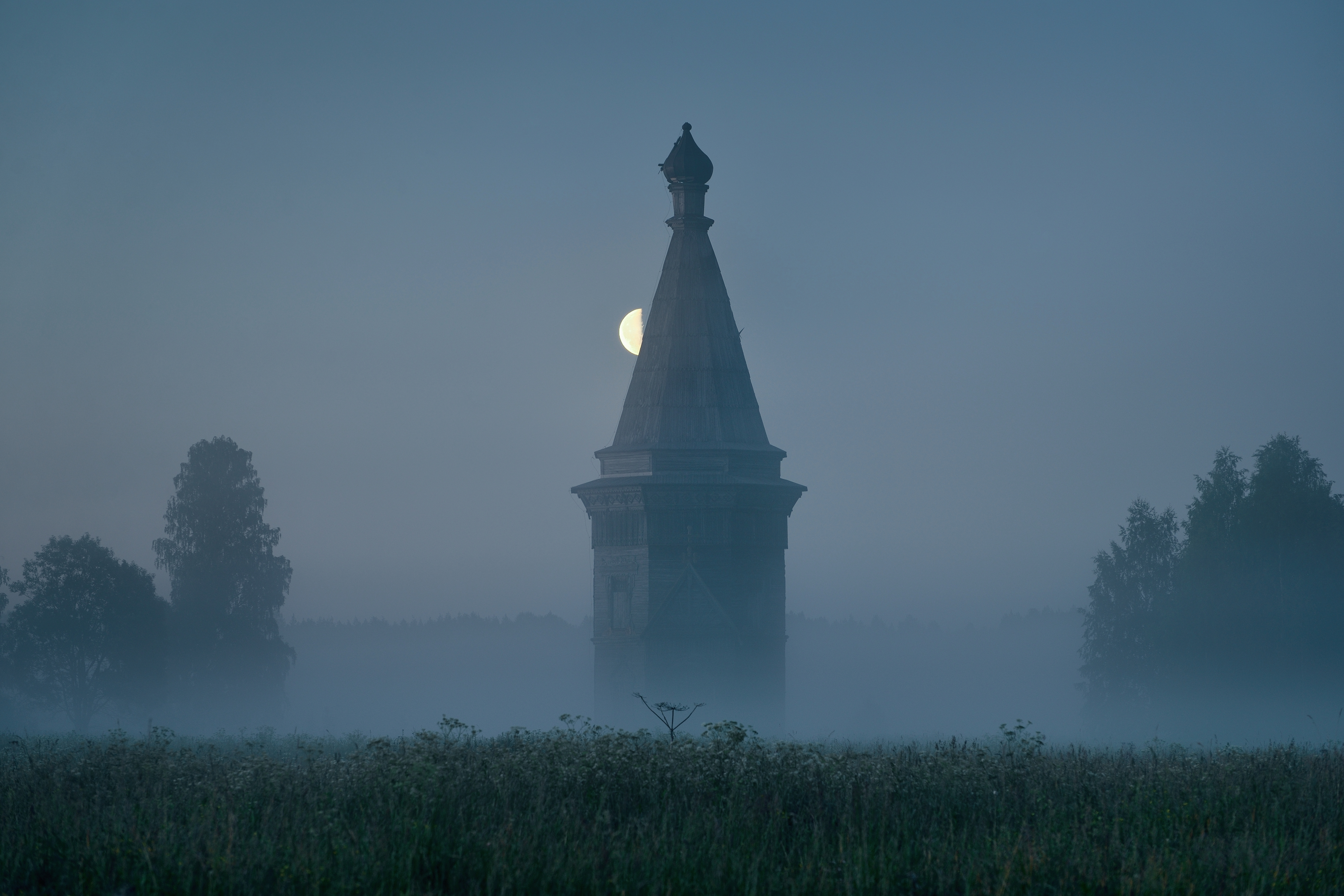
Сретено-Михайловская церковь 1655 года

- Церковь Сретения Господня и архангела Михаила в селе Красная Ляга (1655 год). Деревянная церковь, в дощатой обшивке XIX века, не подвергалась реставрации. Старейший памятник архитектуры Каргопольщины. Деревня к нашему времени исчезла, церковь стоит в небольшой роще среди полей (61°35′56″ с. ш. 38°39′39″ в. д.HGЯO).
- Храмовый комплекс в деревне Большая Шалга (пос. Казаково). Деревянная шатровая церковь Рождества Христова (1745 год) и каменная церковь Покрова Пресвятой Богородицы (1857 год) (61°30′17″ с. ш. 39°07′01″ в. д.HGЯO).
- Деревянная шатровая церковь Иоанна Златоуста с отдельностоящей колокольней в селе Саунино (Кипрово) (1665 год) (61°33′09″ с. ш. 38°55′43″ в. д.HGЯO). Фотографии церкви.
- Архитектурные памятники села Ошевенское:
  - Александро-Ошевенский монастырь. Комплекс каменных зданий: собор Успения Богородицы (1707 год), надвратная церковь Николая Чудотворца (1834 год), монастырские корпуса, остатки ограды (61°51′31″ с. ш. 38°46′50″ в. д.HGЯO). Фотографии монастыря.
  - Деревянная шатровая Богоявленская церковь в отдельностоящей колокольней в селе Погост (1787 год) (61°51′52″ с. ш. 38°46′41″ в. д.HGЯO). Фотографии церкви.
  - Деревянная Георгиевская часовня в деревне Низ (XIX век) (61°52′52″ с. ш. 38°45′21″ в. д.HGЯO). Фотографии часовни.
- Храмовый комплекс в селе Лядины (Гавриловская). Деревянные Покровско-Власьевская шатровая церковь (1743 год) и пятиглавая Богоявленская (Георгиевская) церковь (1793 год), колокольня (1820 год). На 2010 год Богоявленская церковь частично разобрана для реставрации. В мае 2013 года Покровско-Власьевская шатровая церковь и колокольня были полностью уничтожены пожаром[70](61°33′38″ с. ш. 38°19′20″ в. д.HGЯO). Фотографии комплекса.
- Храмовый комплекс в селе Архангело (Шелоховская). Деревянная пятиглавая кубоватая церковь Архангела Михаила (1715 год) и деревянная однокупольная Сретенская церковь (1803 год); каменная колокольня утрачена (61°54′38″ с. ш. 39°06′18″ в. д.HGЯO).

## Охраняемые территории
Заказники
- Лачский заказник
- Филатовский заказник

Памятники природы
- Озеро «Шуйское»
- Река Ена с прибрежной полосой
- Устье реки Маргиш знаменитое своим лечебным сероводородным источником
- Болото «Пиково»
- Болото «Вакханик»
- Урочище «Игуминиха»
- Роща «Зелёная»
- Кедровые посадки, расположенные в окрестностях д. Никифорово
- Сосновая роща рядом с деревней Медведево
- Единичные деревья берёзы и сосны, возраст которых достигает более ста лет
- Остров Чёрный

## Известные уроженцы
- Абрамов, Василий Леонтьевич (1894—1982) — советский военачальник, Генерал-майор (1943 год).
- Куприянов, Дмитрий Андреевич (1901—1971) — советский военачальник, генерал-лейтенант, Герой Советского Союза.
- Курёхин, Иван Тимофеевич (1897—1951) — советский военный финансист, генерал-майор (1942).